# Hokej na lodzie na Zimowych Igrzyskach Olimpijskich 1924
Turniej hokejowy na Zimowych Igrzyskach Olimpijskich 1924 został rozegrany od 28 stycznia do 3 lutego 1924 roku.
W turnieju wystartowało 8 zespołów.
Tytułu mistrza olimpijskiego z igrzysk w Antwerpii broniła drużyna Kanady.
Rozgrywki zostały podzielone na dwie rundy: eliminacyjną i medalową.
W rundzie eliminacyjnej zespoły zostały podzielone na dwie grupy (A i B) po cztery zespoły. w grupach rywalizowano systemem każdy z każdym.
Do rundy medalowej awansowały po dwie najlepsze drużyny z każdej grupy.
Do rundy medalowej zaliczono wyniki uzyskane przez w rundzie eliminacyjnej z drużynami które uzyskały awans do rundy medalowej.
Najlepszym strzelcem turnieju został Harry Watson z Kanady zdobywca 46 pkt w punktacji kanadyjskiej za 37 bramek i 9 asyst.

## Grupa A
| Drużyna        | M | Mecze | Mecze | Mecze | Bramki | Bramki | Bramki | Pkt |
| Drużyna        | M | W     | R     | P     | +      | –      | +/−    | Pkt |
| -------------- | - | ----- | ----- | ----- | ------ | ------ | ------ | --- |
| Kanada         | 3 | 3     | 0     | 0     | 85     | 0      | +85    | 6   |
| Szwecja        | 3 | 2     | 0     | 1     | 18     | 25     | −7     | 4   |
| Czechosłowacja | 3 | 1     | 0     | 2     | 14     | 41     | −17    | 2   |
| Szwajcaria     | 3 | 0     | 0     | 3     | 2      | 53     | −51    | 0   |

Wyniki
| 28 stycznia 1924 | Szwecja | 9:0 | Szwajcaria |  |

| Godzina: 10:30 |  | (3:0, 3:0, 3:0) |  | Sędzia główny: M.Hewitt |

| 28 stycznia 1924 | Kanada | 30:0 | Czechosłowacja |  |

| Godzina: 15:00 |  | (8:0, 14:0, 8:0) |  | Sędzia główny: M. Drury |

| 29 stycznia 1924 | Kanada | 22:0 | Szwecja |  |

| Godzina: 15:00 |  | (5:0, 7:0, 10:0) |  | Sędzia główny: M. Synott |

| 30 stycznia 1924 | Kanada | 33:0 | Szwajcaria |  |

| Godzina: 9:30 |  | (8:0, 11:0, 14:0) |  | Sędzia główny: M. Clarkson |

| 31 stycznia 1924 | Szwecja | 9:3 | Czechosłowacja |  |

| Godzina: 14:30 |  | (5:1, 1:1, 3:1) |  | Sędzia główny: M. Hewitt |

| 1 lutego 1924 | Szwajcaria | 2:11 | Czechosłowacja |  |

| Godzina: 09:30 |  | (0:4, 2:3, 0:4) |  | Sędzia główny: M. Loicq |

## Grupa B
| Drużyna           | M | Mecze | Mecze | Mecze | Bramki | Bramki | Bramki | Pkt |
| Drużyna           | M | W     | R     | P     | +      | –      | +/−    | Pkt |
| ----------------- | - | ----- | ----- | ----- | ------ | ------ | ------ | --- |
| Stany Zjednoczone | 3 | 3     | 0     | 0     | 52     | 0      | +52    | 6   |
| Wielka Brytania   | 3 | 2     | 0     | 1     | 34     | 16     | +18    | 4   |
| Francja           | 3 | 1     | 0     | 2     | 9      | 42     | −33    | 2   |
| Belgia            | 3 | 0     | 0     | 3     | 8      | 45     | −37    | 0   |

Wyniki
| 28 stycznia 1924 | Belgia | 0:19 | Stany Zjednoczone |  |

| Godzina: 13:30 |  | (0:9, 0:6, 0:4) |  | Sędzia główny: M. Munro |

| 29 stycznia 1924 | Francja | 2:15 | Wielka Brytania |  |

| Godzina: 10:30 |  | (1:5, 1:3, 0:7) |  | Sędzia główny: M. Ramsay |

| 30 stycznia 1924 | Belgia | 3:19 | Wielka Brytania |  |

| Godzina: 10:45 |  | (1:8, 1:6, 1:5) |  | Sędzia główny: M. De Rauch |

| 30 stycznia 1924 | Stany Zjednoczone | 22:0 | Francja |  |

| Godzina: 14:30 |  | (12:0, 1:0, 9:0) |  | Sędzia główny: M. Ramsay |

| 31 stycznia 1924 | Stany Zjednoczone | 11:0 | Wielka Brytania |  |

| Godzina: 09:30 |  | (6:0, 2:0, 3:0) |  | Sędzia główny: M.A La Croix |

| 31 stycznia 1924 | Belgia | 5:7 | Francja |  |

| Godzina: 10:45 |  | (3:3, 1:3, 1:1) |  | Sędzia główny: M.A La Croix |

## Runda medalowa
| Drużyna           | M | Mecze | Mecze | Mecze | Bramki | Bramki | Bramki | Pkt |
| Drużyna           | M | W     | R     | P     | +      | –      | +/−    | Pkt |
| ----------------- | - | ----- | ----- | ----- | ------ | ------ | ------ | --- |
| Kanada            | 3 | 3     | 0     | 0     | 47     | 3      | +44    | 6   |
| Stany Zjednoczone | 3 | 2     | 0     | 1     | 32     | 6      | +26    | 4   |
| Wielka Brytania   | 3 | 1     | 0     | 2     | 6      | 33     | −27    | 2   |
| Szwecja           | 3 | 0     | 0     | 3     | 3      | 46     | −33    | 0   |

Wyniki
| 29 stycznia 1924 | Kanada | 22:0 | Szwecja |  |

| Godzina: 15:00 |  | (5:0, 7:0, 10:0) |  | Sędzia główny: M. Synott |

| 31 stycznia 1924 | Stany Zjednoczone | 11:0 | Wielka Brytania |  |

| Godzina: 09:30 |  | (6:0, 2:0, 3:0) |  | Sędzia główny: M.A La Croix |

| 1 lutego 1924 | Kanada | 19:2 | Wielka Brytania |  |

| Godzina: 13:30 |  | (6:2, 6:0, 7:0) |  | Sędzia główny: M.A. De Rauch |

| 1 lutego 1924 | Stany Zjednoczone | 20:0 | Szwecja |  |

| Godzina: 14:45 |  | (5:0, 7:0, 8:0) |  | Sędzia główny: M. Loicq |

| 2 lutego 1924 | Wielka Brytania | 4:3 | Szwecja |  |

| Godzina: 14:30 |  | (0:1, 2:2, 2:0) |  | Sędzia główny: M. De Rauch |

| 3 lutego 1924 | Kanada | 6:1 | Stany Zjednoczone |  |

| Godzina: 14:30 |  | (2:1, 3:0, 1:0) |  | Sędzia główny: M. Loicq |

## Klasyfikacja końcowa
| M | Państwo           | Zawodnicy |
| - | ----------------- | --- |
| 1 | Kanada            | Jack Cameron, Ernest Collett, Albert McCaffery, Harold McMunn, Duncan Munro, William Beattie Ramsay, Cyril Slater, Reginald Smith, Harry Watson                                                      |
| 2 | Stany Zjednoczone | Taffy Abel, Herbert Drury, Alphonse Lacroix, John Langley, John Lyons, Justin McCarthy, Willard Rice, Irving Small, Frank Synott                                                                     |
| 3 | Wielka Brytania   | William Anderson, Lorne Carr-Harris, Colin Carruthers, Eric Carruthers, Guy Clarkson, Ross Cuthbert, Geoffery Holmes, Hamilton Jukes, Edward Pitbaldo, Blaine Sexton                                 |
| 4 | Szwecja           | Ruben Allinger, Wilhelm Arwe, Eric Burman, Birger Holmqvist, Gustaf Johansson, Helge Johansson, Carl Josefson, Ernst Karlberg, Nils Molander, Ejnar Ohlsson                                          |
| 5 | Czechosłowacja    | Jaroslav Stránský, Jaroslav Řezáč, Otakar Vindyš, Valentin Loos, Josef Šroubek, Jaroslav Jirkovský, Josef Maleček, Jan Fleischmann, Miroslav Fleischmann, Jan Palouš, Jan Krásl                      |
| 6 | Francja           | André Charlet, Pierre Charpentier, Jacques Chaudron, Raoul Couvert, Maurice del Valle, Alfred de Rauch, Albert Hassler, Charles Lavaivre, Bobby Monnard, Charles Payot, Philippe Payot, Léon Quaglia |
| 7 | Belgia            | Victor Verschueren, Paul Van den Broek, Henri Louette, Ferdinand Rudolph, François Franck, André Poplimont, Gaston Van Volxem, Philippe Van Volckxsom, Carlos Van den Driessche, Louis De Ridder     |
| 8 | Szwajcaria        | Bruno Leuzinger, Walter von Siebenthal, Donald Unger, Ernest Mottier, René Savoie, Marius Jaccard, Emil Filliol, Fred Auckenthaler, Emile Jacquet, Peter Müller, André Verdeil                       |